# Horst Balzer
Horst Balzer (* 31. Mai 1928 in Allenstein, Ostpreußen; † 5. August 1997) war ein deutscher Theaterregisseur, Dramaturg, Dialogbuchautor und Dialogregisseur.

## Leben

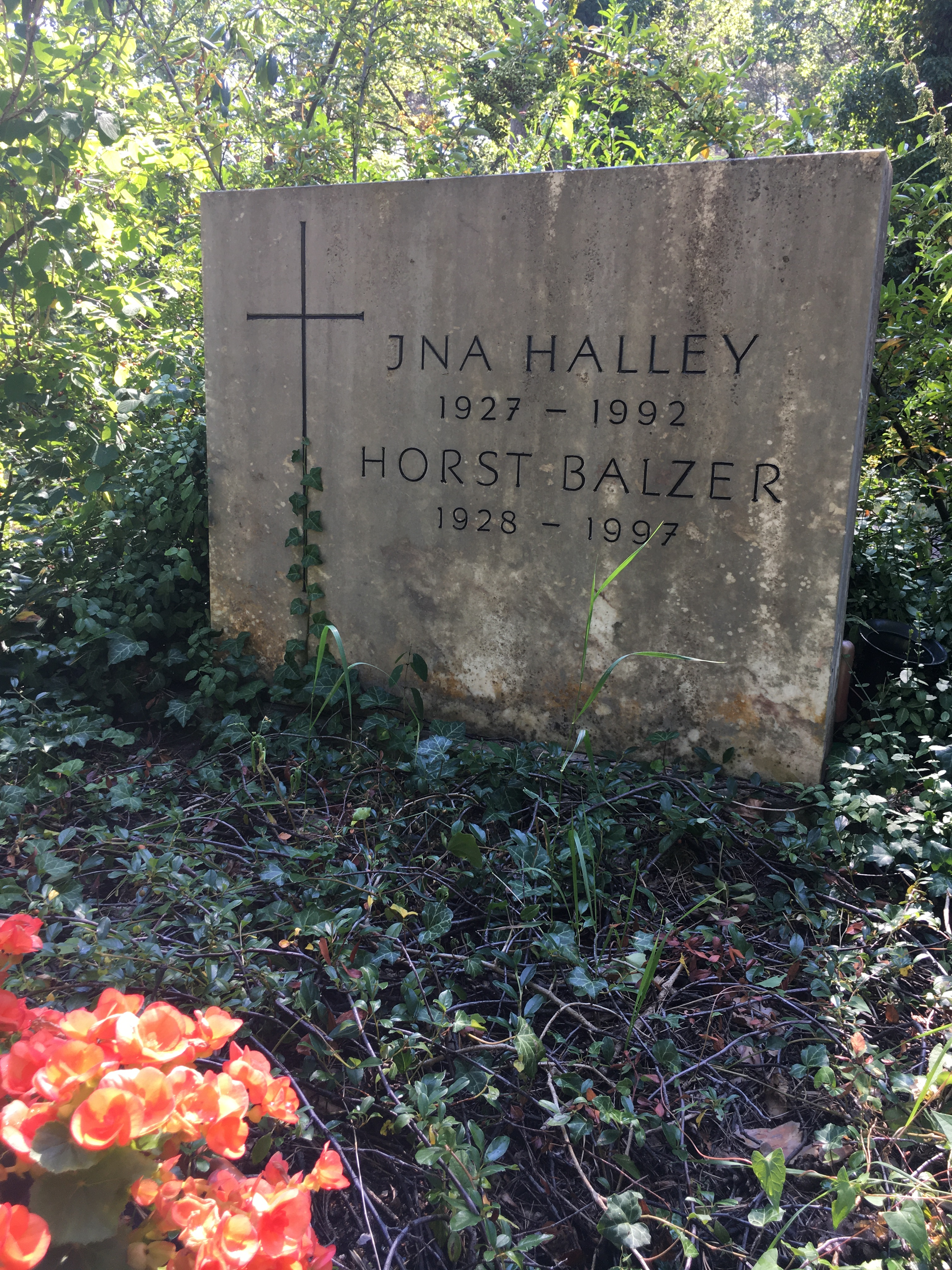
Grabstätte Horst Balzer und Ina Halley

Horst Balzer besuchte das Leibniz-Realgymnasium in Berlin. Von 1946 bis 1947 arbeitete er als Regieassistent an der Dramaturgischen Bühne der Jugend in Berlin. Es folgten 1948 bis 1952 Regieassistenzen für Fritz Kortner, Helmut Käutner und Karl-Heinz Stroux am Hebbel-Theater und am Schiller-Theater, Berlin. Seit 1953 arbeitete Balzer als Theaterregisseur. Von 1971 bis 1973 war er zudem Chefdramaturg der Freien Volksbühne Berlin und von 1973 bis 1976 wirkte er als Schauspieldirektor am Schauspielhaus Zürich. Zu seinen Inszenierungen zählen Carl Sternheims Die Hose (1957), Maxim Gorkis Die Kleinbürger (1970), Carl Zuckmayers Der Hauptmann von Köpenick (1977), Sternheims Der Snob (1980) sowie Eduardo De Filippos Filumena Marturano (1981).
Horst Balzer war von den 1960er bis zu den 1990er Jahren auch in der Film- und Fernsehsynchronisation als Dialogbuchautor und Dialogregisseur tätig. Zu seinen bekanntesten Bearbeitungen zählen dabei die deutschen Filmfassungen zu Apocalypse Now (1979), Platoon (1986), Rain Man (1988), GoodFellas – Drei Jahrzehnte in der Mafia (1990) und Das Schweigen der Lämmer (1991). In Zusammenhang mit der Synchronisation von Das Schweigen der Lämmer beschrieb die Autorin Claudia Leinert ihn als „hervorragende[n] Regisseur der alten Schule“.
Besonders berüchtigt war er unter seinen Kollegen für seine cholerischen Anfälle während der Synchronarbeiten.
Horst Balzer war seit 1958 mit der Schauspielerin Ina Halley verheiratet, mit der er einen Sohn hatte. Seine letzte Ruhestätte befindet sich auf dem Berliner Waldfriedhof Zehlendorf. (Feld 037-396)